# Luomanen (sjö i Sulkava, Södra Savolax)
Luomanen är en sjö i kommunen Sulkava i landskapet Södra Savolax i Finland. Sjön ligger 104,1 meter över havet. Arean är 61 hektar och strandlinjen är 4,45 kilometer lång. Sjön  ingår i Vuoksens huvudavrinningsområde.   Den ligger omkring 62 kilometer öster om S:t Michel och omkring 270 kilometer nordöst om Helsingfors. 